# Coryne sagamiensis
Coryne sagamiensis är en nässeldjursart som beskrevs av Hirohito 1988. Coryne sagamiensis ingår i släktet Coryne och familjen Corynidae. Inga underarter finns listade i Catalogue of Life.